# Mepenzolate
Mepenzolate là một thuốc kháng muscarinic.